# 달네레첸스크
달네레첸스크(러시아어: Дальнереченск)는 러시아 프리모르스키 지방 아무르강 유역에 위치해 있는 도시이다.

## 역사
과거 말갈의 땅이었고, 7세기경 고구려 유민이 중심이 되어 발해가 세워지자 발해의 영토에 편입되었다. 발해의 15부 가운데 하나인 안원부(安遠府)가 위치해 있었던 것으로 추정되며, 월희말갈이 주로 거주하였다. 그 뒤 명나라 당시에는 위소제가 시행되어 이곳에 역마하위(亦麻河衛)를 두었으며, 17세기 만주족의 청나라가 수립되자 영고탑에 속해 '염소'라는 의미의 니만(만주어: ᠨᡳᠮᠠᠨ niman, 간체자: 尼满, 정체자: 尼滿, 병음: Nímǎn) 또는 이만(중국어: 伊曼, 병음: Yīmàn)으로 불리게 되었다.
1860년에 체결된 베이징 조약에 따라 청나라는 이곳을 러시아 제국에 할양했고, 1895년 우수리 카자크 기병대가 니콜라이 무라비요프아무르스키 백작을 기리고자 '백작'이라는 의미의 그라프스카야(러시아어: Графская, 영어: Grafskaya) 정착지를 세웠다. 시베리아 횡단 철도의 철도교가 건설된 이후 이곳의 중요성은 더욱 커졌고, 소나무, 전나무, 가문비나무 등의 풍부한 삼림 자원으로 프리모르스키 변경주의 목재 생산 중심지로 번창하였다. 1897년 인근의 이만강(현재의 볼샤야우수르카강)의 이름을 딴 이만(러시아어: Има́н, 영어: Iman)으로 이름이 변경되었으며, 1917년에 도시 지위를 부여받았다.
이후 1918년부터 1922년까지 러시아 내전이 발발하면서 많은 피해를 입었고, 소련이 설립된 뒤에 벌어진 제2차 세계 대전 당시에는 이곳에서 관동군과의 격전이 벌어졌다. 그 뒤 1969년 인근의 다만스키섬에서 발생한 중국 인민해방군과 소련군의 군사 충돌로 인해 국경경비대가 사망하면서 중소 국경 분쟁이 격화되었으며, 이 여파로 일어난 중국식 지명 변경에 따라 1972년 달네레첸스크 시로 개칭되었다.

## 기후
| Dalnerechensk의 기후               | Dalnerechensk의 기후 | Dalnerechensk의 기후 | Dalnerechensk의 기후 | Dalnerechensk의 기후 | Dalnerechensk의 기후 | Dalnerechensk의 기후 | Dalnerechensk의 기후 | Dalnerechensk의 기후 | Dalnerechensk의 기후 | Dalnerechensk의 기후 | Dalnerechensk의 기후 | Dalnerechensk의 기후 | Dalnerechensk의 기후 |
| 월                                 | 1월                  | 2월                  | 3월                  | 4월                  | 5월                  | 6월                  | 7월                  | 8월                  | 9월                  | 10월                 | 11월                 | 12월                 | 연간                 |
| ---------------------------------- | -------------------- | -------------------- | -------------------- | -------------------- | -------------------- | -------------------- | -------------------- | -------------------- | -------------------- | -------------------- | -------------------- | -------------------- | -------------------- |
| 역대 최고 기온 °C (°F)             | 2.7 (36.9)           | 5.9 (42.6)           | 17.6 (63.7)          | 27.8 (82.0)          | 32.9 (91.2)          | 32.9 (91.2)          | 34.6 (94.3)          | 36.8 (98.2)          | 29.7 (85.5)          | 26.5 (79.7)          | 18.9 (66.0)          | 8.8 (47.8)           | 36.8 (98.2)          |
| 일평균 최고 기온 °C (°F)           | −14.4 (6.1)          | −9.6 (14.7)          | −0.4 (31.3)          | 11.4 (52.5)          | 19.1 (66.4)          | 23.6 (74.5)          | 26.7 (80.1)          | 25.8 (78.4)          | 20.2 (68.4)          | 12.1 (53.8)          | −0.4 (31.3)          | −11.3 (11.7)         | 8.6 (47.4)           |
| 일일 평균 기온 °C (°F)             | −19.8 (−3.6)         | −15.6 (3.9)          | −6.1 (21.0)          | 5.0 (41.0)           | 12.4 (54.3)          | 17.6 (63.7)          | 21.2 (70.2)          | 20.4 (68.7)          | 13.8 (56.8)          | 5.5 (41.9)           | −6.2 (20.8)          | −16.6 (2.1)          | 2.6 (36.7)           |
| 일평균 최저 기온 °C (°F)           | −24.8 (−12.6)        | −21.3 (−6.3)         | −11.6 (11.1)         | −0.3 (31.5)          | 6.7 (44.1)           | 12.4 (54.3)          | 16.7 (62.1)          | 16.0 (60.8)          | 8.6 (47.5)           | 0.1 (32.2)           | −11.1 (12.0)         | −21.4 (−6.5)         | −2.5 (27.5)          |
| 역대 최저 기온 °C (°F)             | −42.0 (−43.6)        | −36.8 (−34.2)        | −31.8 (−25.2)        | −15.1 (4.8)          | −3.7 (25.3)          | 2.1 (35.8)           | 5.3 (41.5)           | 4.4 (39.9)           | −5.0 (23.0)          | −16.2 (2.8)          | −30.9 (−23.6)        | −38.2 (−36.8)        | −42.0 (−43.6)        |
| 평균 강수량 mm (인치)              | 12.1 (0.48)          | 11.2 (0.44)          | 21.4 (0.84)          | 40.8 (1.61)          | 64.8 (2.55)          | 79.8 (3.14)          | 109.8 (4.32)         | 119.2 (4.69)         | 77.1 (3.04)          | 50.9 (2.00)          | 25.6 (1.01)          | 16.9 (0.67)          | 629.6 (24.79)        |
| 평균 강수일수 (≥ 0.1 mm)           | 10.7                 | 8.4                  | 10.3                 | 11.3                 | 11.0                 | 10.5                 | 12.8                 | 11.9                 | 8.8                  | 11.0                 | 10.2                 | 13.1                 | 130                  |
| 평균 상대 습도 (%)                 | 74.2                 | 69.8                 | 64.6                 | 61.7                 | 63.9                 | 73.5                 | 80.8                 | 81.5                 | 75.5                 | 66.2                 | 69.2                 | 73.9                 | 71.2                 |
| 평균 월간 일조시간                 | 173.0                | 193.0                | 225.0                | 202.0                | 232.0                | 226.0                | 219.0                | 203.0                | 214.0                | 198.0                | 166.0                | 150.0                | 2,401                |
| 출처 1: climatebase.ru (1948-2011) |                      |                      |                      |                      |                      |                      |                      |                      |                      |                      |                      |                      |                      |
| 출처 2: NOAA (sun only, 1961-1990) |                      |                      |                      |                      |                      |                      |                      |                      |                      |                      |                      |                      |                      |